# Lepilemur wrightae
Lepilemur wrightae, lémur saltador de Wright, es una especie de mamífero primate de la familia Lepilemuridae. Como todos los lémures es endémico de la isla de Madagascar y se distribuye al sureste de la isla, en la Reserva Especial de Kalambatritra: oeste del río Ionaivo, este del río Mangoky y norte del río Mandrare.
Su cuerpo mide entre 24 y 26 cm, y la cola casi lo mismo, 25 a 26 cm. Con un peso de algo más de un kilogramo es el mayor de los lémures saltadores. Su dimorfismo sexual es muy aparente y único en su género. En ambos sexos el color del cuerpo es de un tono difuso entre marrón rojizo y grisáceo por el dorso y gris pálido por el vientre. La cabeza de la hembra es de un gris uniforme que contrasta con el resto del cuerpo, y algunas llegan a tener una ligera máscara de color. La cabeza del macho es del mismo color que el resto del cuerpo. Las orejas en ambos sexos están recubiertas de pelo muy corto, algo más claro que el del resto de la cabeza.
Se encuentra en las selvas, tiene hábitos arbóreos y nocturnos, crea y usa letrinas como defensa de sus recursos, y se alimenta de hojas.
Su estatus en la Lista Roja de la UICN es de «especie en peligro de extinción», debido a su reducida área de distribución —menos de 880 km²— muy fragmentada y en continuo declive, y a lo reducido y fragmentado de sus poblaciones, pese a que su densidad de población es la más alta para este género, encontrándose 72 individuos por km².